# Criada (película)
Criada es una película argentina  dirigida por Matías Herrera Córdoba. 

## Sinopsis
Hortensia tiene 53 años y vive en “El Puesto”, pequeño pueblo catamarqueño en uno de los más bellos parajes de Argentina. Ella es mapuche, nacida en el sur, pero desde niña fue llevada allí para ser la “criada” de una familia. Hoy es peona, cuidadora y mantiene la finca, al igual que la casa de sus patrones. Han pasado 40 años, Hortensia nunca recibió pago por su trabajo. CRIADA pone en cuestión una figura que permanece como los últimos resabios de la esclavitud.

## Comentarios
La crónica de Roger Alan Koza para blog y el diario La Voz del Interior afirma que "no hay muchas películas como Criada. Pocas veces un realizador decide filmar su historia personal y su pasado familiar como ejemplo universal de la infamia. El joven realizador Matías Herrera Córdoba decide colocar su objetivo sobre su conciencia (de clase) y así filmar lo que descubre como una práctica vergonzosa: hace más de 40 años una mujer mapuche llamada Hortensia trabaja en una quinta familiar situada en algún paraje perdido de Catamarca. Jamás recibió un sueldo, tampoco tiene aportes jubilatorios. Su paga se circunscribe a un cuarto."
Por su parte el crítico Oscar Cuervo opina para la revista La Otra que "el cineasta se mantiene fiel a este problema, si se deja llevar por él, el resultado puede mostrarnos una desconcertante simplicidad. Sólo en este sentido Criada es un film simple: mostrando los trabajos y los días de Hortensia, su puesta en marcha cotidiana de la casa, su cuidado de las gallinas, la recolección de los olivos, su contacto con los elementos -la tierra y el agua, el viento y el fuego-, las tareas de mantenimiento, las mateadas con sus amigas, el contacto telefónico con el hijo que se fue a vivir lejos, el recibimiento que les ofrece a sus patrones, las zonas de la casa que le están vedadas cuando ellos no están, mostrando todo esto la película nos deja ver el mundo que las manos de Hortensia ponen en marcha cada día. Para el que mira atentamente, ese mundo es el nuestro y la cámara de Herrera Córdoba es una extensión de nuestros ojos. Por eso, la simplicidad conquistada mediante tales procedimientos es densa en significados".

## Premios
- Primer Premio de la Competencia Oficial Internacional del MARFICI 2010 (Festival Internacional de Cine Independiente de Mar del Plata), Argentina.
- Mención especial en la 9° edición de Tandil Cine – competencia de largometrajes documentales. 2010
- Seleccionado para la muestra oficial LASA Film Festival & Exhibit y para el concurso LASA Award of Merit In Film, Latin American Studies Association, CANADA / EE. UU.